# Kepler-150 e
Kepler-150 e — экзопланета у звезды Kepler-150 в созвездии Лиры на расстоянии 949 парсек от Солнца. Четвёртая по отдалённости среди пяти планет в системе. Была открыта транзитным методом на основе данных телескопа «Кеплер» в 2014 году.

## Родительская звезда
Kepler-150 e вращается вокруг звезды, очень похожей на Солнце. Она имеет радиус 0,94 R⊙ а температура поверхности равна 5560 ± 100 K (примерно 5287 °C). Для сравнения, температура поверхности Солнца составляет 5778 K.

## Параметры орбиты
Планета вращается вокруг Kepler-150 за 30 дней по орбите с большой полуосью в 0,2 а.е..
| Нептун | Kepler-150 e    |
| ------ | --------------- |
| Нептун | {{{exoplanet}}} |

## Физические характеристики
Kepler-150 e имеет радиус 0,257 RJ (2,88 R⊕). С таким радиусом она является мининептуном.